# فسفوکولین
فسفوکولین (به انگلیسی: Phosphocholine) با فرمول شیمیایی C۵H۱۵NO۴P+ یک ترکیب شیمیایی با شناسه پاب‌کم ۱۰۱۴ است. که جرم مولی آن ۱۸۴٫۱۵۱ g/mol می‌باشد. 